# 객혈
객혈(喀血, Hemoptysis) 또는 각혈(咯血, 衉血)은 가래에서 피가 섞여 나오는 현상을 말한다. 기도나 기관지에서 출혈이 일어나거나 헐었을 때 일어나며, 폐암에 걸렸을때도 일어난다. 이는 폐로 피가 들어가거나, 피가 기관지와 기도를 막거나 넘어가기도 한다. 즉, 주요 위험은 혈액 소실보다는 숨 막힘에서 비롯된다.

## 치료
치료는 객혈의 기저 원인에 따라 다르다. 차가운 식염수, 또는 에피네프린이나 바소프레신 같은 국소 혈관수축제를 이용하여 지혈을 시도할 수 있다. 트라넥삼산은 객혈의 병원 내 사망률을 개선한다는 것이 입증되어 있다. 출혈이 발생한 폐를 허탈시키기 위해 선택적 기관지삽관을 시행할 수 있다. 또한 기관지내 탐폰 삽입술을 시행하기도 한다. 레이저광응고술은 기관지내시경 중 출혈을 멈추기 위해 이용된다. 출혈의 위치를 특정하기 위해 기관지동맥의 혈관조영술을 실시할 수 있으며, 때로는 색전술을 통해 출혈을 멈출 수 있다. 기관지동맥 색전술(BAE)은 현재 일차 치료법으로 여겨진다. 수술을 통한 치료는 보통 최후의 방법이며, 폐엽을 절제하는 폐엽절제술이나 폐 전체를 절제하는 폐전절제술이 선택 가능한 방법이다. 한편 기침을 억제하는 약물은 출혈로 인한 질식 위험을 높일 수 있다.